# Kepler-29 c
Kepler-29 c est une Super-Terre, orbitant autour de son étoile hôte située à environ 2 715 années-lumière (832,53 pc) de la Terre avec une magnitude apparente de 15,55.

## Caractéristiques physiques
L'exoplanète se distingue par sa masse faible de 0,014 MJ, son rayon compact de 0,21 RJ et sa température élevée de 715 K.

## Orbite
Elle orbite à 0,10  unité astronomique de son étoile, une distance comparable à celle de Vénus dans le système solaire.

## Découverte
L'exoplanète a été découverte par la méthode du transit en 2011.

## Habitabilité
Les conditions d'habitabilité de cette exoplanète ne sont pas déterminées ou ne sont pas connues.